# Finale della Coppa CERS 1997-1998
La finale della 18ª edizione della Coppa CERS fu disputata in gara d'andata e ritorno tra gli spagnoli del Noia e i portoghesi del Paço de Arcos. Con il punteggio complessivo di 7 a 6 fu il Noia ad aggiudicarsi per la prima volta nella storia il trofeo.

## Le squadre
| Squadre       | Partecipazioni precedenti (il grassetto indica la vittoria) |
| ------------- | ----------------------------------------------------------- |
| Noia          | 1987                                                        |
| Paço de Arcos | 1988                                                        |

## Il cammino verso la finale
Il Noia si qualificò alla finale con i seguenti risultati:
- Ottavi di finale: eliminato il Bassano (vittoria per 6-2 all'andata e per 5-2 al ritorno);
- Quarti di finale: eliminato il Prato Primavera (vittoria per 4-2 all'andata e sconfitta per 4-3 al ritorno);
- Semifinale: eliminato il Sporting Tomar (vittoria per 4-2 all'andata e per 8-1 al ritorno).

Il Paço de Arcos si qualificò alla finale con i seguenti risultati:
- Ottavi di finale: eliminato il Münsingen Wölfe (vittoria per 10-1 all'andata e per 11-0 al ritorno);
- Quarti di finale: eliminato il Gulpilhares (vittoria per 4-3 all'andata e pareggio per 3-2 al ritorno);
- Semifinale: eliminata il Vilafranca (sconfitta per 5-3 all'andata e vittoria per 3-0 al ritorno).

## Tabellini

### Andata
| Sant Sadurní d'Anoia 2 maggio 1998 | Noia | 5 – 2 | Paço de Arcos | Pavelló Olímpic de l'Ateneu Agrícola |

### Ritorno
| Paço de Arcos 16 maggio 1998 | Paço de Arcos | 4 – 2 | Noia | Pavilhão Gimnodesportivo |